# Teatro comunale Giuseppe Manini
Inaugurato nel 1856, dodici anni dopo la decisione di realizzarlo, il Teatro comunale Giuseppe Manini è una costruzione del XIX secolo inserita in un complesso di edifici medievali. Il progetto del teatro è opera dell'architetto perugino Giovanni Santini mentre il responsabile dei lavori fu l'ingegnere Fedeli. Il teatro è stato innalzato nel centro storico tipicamente medievale. Si compone di platea di 160 posti e di tre file di 17 palchi ciascuna e del loggione. Sul sipario è ritratto un episodio della vita del Gattamelata, dipinto eseguito dal pittore romano Gaetano Altobelli, mentre la cupola superiore alla platea è stata dipinta da Giovanni Traversari. La Traviata di Giuseppe Verdi fu l'opera scelta per la serata inaugurale. Sin dagli inizi il teatro ospitò operetta, lirica e prosa. Per la lirica, tra gli altri, ricordiamo le apparizioni dei tenori Beniamino Gigli, Alvinio Misciano e del baritono Franchi. Il teatro conobbe un periodo di decadenza intorno agli anni sessanta e agli inizi degli anni settanta fu chiuso. Con il terremoto del 1978 le condizioni della struttura peggiorarono ulteriormente.